# Verbrennungskommando Warschau

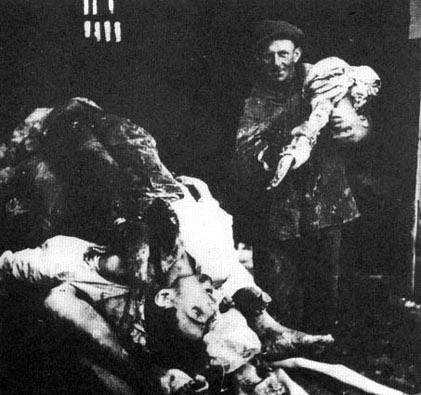
Ein Mitglied des Verbrennungskommandos beim Stapeln von Leichen im „Wedel-Haus“ in Warschau-Wola

Das Verbrennungskommando Warschau war ein spezielles Zwangsarbeitskommando männlicher Polen, das während des Warschauer Aufstandes unter SS-Leitung zusammengestellt wurde, um vom 8. August bis etwa Mitte September 1944 die Leichen der im Rahmen des Massakers von Wola ermordeten Warschauer Bevölkerung im Stadtteil Wola zu verbrennen.

## Verlauf
Die am 5. August 1944 beginnende Niederschlagung des Warschauer Aufstandes im Stadtteil Wola durch deutsche Truppen entwickelte sich innerhalb kurzer Zeit zu einem Massaker an der polnischen Zivilbevölkerung, welches im Laufe von nur 3 Tagen rund 30.000 Opfer forderte. Die große Anzahl an Leichen der vor allem im Bereich der Hauptverkehrsader Ulica Wolska Hingerichteten begann die Aktionen der deutschen Einheiten zu behindern. Auch entstand mit der beginnenden Verwesung in der heißen Jahreszeit schnell Seuchengefahr. Durch die Verbrennung der Leichen sollten schließlich die Spuren des Massakers beseitigt werden. So entschied die örtliche SS-Leitung, ein Verbrennungskommando zur Vernichtung der Leichen einzurichten.
Am 8. August 1944 wurde diese der Gestapo unter SS-Obersturmführer Neumann unterstehende Gruppe aus zwangsweise gezogenen, körperlich geeignet erscheinenden Polen gebildet; auf Beteiligungsverweigerung wie auch Verweigerung einzelner Befehle stand die Todesstrafe. Ein Teil des Kommandos wurde von in den Gebäuden der vormaligen Eisenbahnkaserne in der Ulica Sokołowska untergebrachten Kriegsgefangenen rekrutiert. Andere wurden bei Massenerschießungen während des Vormarsches deutscher Truppen gegen die Aufständischen ausgewählt. Es wurden zwei Gruppen zu je 50 Mann gebildet. Mitglieder des Kommandos erhielten die Anweisung, Befehle von Offizieren anderer Einheiten nicht zu befolgen. Bei den Leichen gefundenes Zahngold, Ringe oder Wertgegenstände mussten an die deutschen Aufpasser abgeliefert werden. Noch lebende Opfer waren zu melden.
Das Verbrennungskommando wurde auch zum Räumen der von Aufständischen errichteten Straßenbarrikaden sowie als menschliche Schutzschilde im Häuserkampf eingesetzt. Dazu mussten Mitglieder des Kommandos vor den vorrückenden deutschen Panzern und Soldaten gehen, um so ein Scharfschützenfeuer der Aufständischen zu verhindern. Ein überlebendes Mitglied des Kommandos, Tadeusz Klimaszewski, berichtete später von dem Befehl an einen Jugendlichen aus der Gruppe, sich vor ein deutsches Maschinengewehr zu legen, um so den deutschen MG-Schützen zu decken.
Die stets bewachten Gruppen hatten die verwesenden Leichen aus den Trümmern zu holen und, auf Haufen geschichtet, zu verbrennen. Die errichteten Leichenberge wurden mit mehreren Lagen brennbaren Materials, zumeist Holz- oder Möbeltrümmer der zerstörten Gebäude, ausgestattet sowie vor Entzündung mit Benzin überschüttet. Mehr als 30 solcher Leichenberge wurden in Wola abgebrannt. Die menschlichen Scheiterhaufen wurden hinter der Wojciech-Kirche (Kościół św. Wojciecha), im Hof des Krankenhauses in der ul. Płocka/Wolska, entlang der ul. Wolska, beim Seuchenhospital, am Straßenbahnhof, in den Mirów-Hallen sowie an mehreren Stellen an der ul. Młynarska errichtet. Der Gestank der verbrannten, bereits verwesenden Leichen war weithin wahrnehmbar.

„Anfangs haben wir uns die Leichen herausgesucht, die am wenigsten verstümmelt sind, aber dann ist uns alles gleich: Die ungeschützten Hände reißen an blutverkrusteten Kleidungsstücken, ergreifen angefaulte Gliedmaßen. Schwaden aufgescheuchter Aasfliegen umschwirren uns mit wütendem Brummen, stürzen sich auf unsere schweißüberströmten Körper, krabbeln über Lippen und versuchen, sich auf die Augen zu setzen. ... Nur nicht aufgeben, sich um keinen Preis zu diesen blutigen, verwesenden Körpern hinabstoßen lassen! Vielleicht zeigt uns der Zufall einen Rettungsweg, heute noch, morgen oder übermorgen ...“

Die Asche der Feuerstellen wurde auf dem Gelände des ebenfalls an der ul. Wolska liegenden, vormaligen Vergnügungsparkes „Wenecja“ vergraben.
Das Verbrennungskommando bekam eine Unterkunft in der ul. Sokołowska zugewiesen. Die Männer wurden bis Mitte September 1944 eingesetzt. Einigen von ihnen gelang die Flucht zu den Aufständischen. Die den Krieg Überlebenden waren später wichtige Zeitzeugen. Der Großteil wurde jedoch nach Beendigung der Verbrennungsarbeiten erschossen.